# 사소보

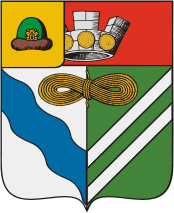
시 문장

사소보(러시아어: Са́сово)는 러시아 랴잔주 동부에 위치한 도시로, 인구는 30,736명(2002년 기준)이며 랴잔(랴잔 주의 주도)에서 남동쪽으로 184km 정도 떨어진 곳에 위치한다. 1642년 건설되었으며 1926년 시로 승격되었다.